# Isidoor De Vos
Isidoor De Vos   (Gant, 23 d'octubre de 1850 - Gant, 30 de març de 1876) Isidoor Séraphin De Vos va ser un compositor belga.

## Biografia
De Vos era fill de Sophia Theresia De Prez i del sabater (posteriorment comerciant de tabac) Carolus Franciscus De Vos de Sint-Amandsberg. El germà del compositor Franz De Vos era professor al Conservatori de Gant. El cunyat era Julius Wytynck, que més tard contribuiria a l'obra d'Isidoor.
Va destacar com a noi de cor a l'església de "Sint-Amandsberg". A partir de 1862 va prendre classes al conservatori de Gant. Va estudiar solfeig (primer premi 1865), piano (primer premi 1868), harmonia (amb Karel Miry, primer premi 1869). El 1870 va rebre el premi a l'excel·lència sota Maximilian Joseph Heyndericks. Durant aquells estudis va començar a donar classes particulars als habitants rics de Gant. També va ser director dels cors "De Vrijheidsliefde" i "Vreugd in Deugd".
Des de 1869 va ser professor al conservatori, primer repetidor i després piano acompanyant. També va donar classes de piano al col·legi Josephite de Melle.
Va compondre per a diverses societats musicals, com ara el cercle filantròpic "La Fraternité" (Societat Simfònica, de la qual va ser director el 1873).
Després de rebre una menció honorífica (3r premi) l'any 1873 per la cantata La mort de Torquato Tasso, va guanyar el prestigiós Premi Roma el 1875 juntament amb el lletrista Julius Sabbe amb la cantata De Meermin. Es diu que la seva òpera Louise-Maria d'Orléans amb llibret de Wytinck data del mateix any.
Va morir als 25 anys d'una greu malaltia pulmonar a l'Hospital Bijloke de Jozef Kluyskensstraat, quatre dies abans que De Meermin s'estrenés a l'òpera de Gant.
A la seva tomba de Campo Santo hi ha un bust sobre una columna, que va ser restaurat cap a l'any 2011 després de ser danyat per un tobogan de sorra. L'Isidoor De Vosstraat de Sint-Amandsberg recorda el seu nom.